# Impressionist (travhäst)
Impressionist, född 7 september 2018, är en fransk varmblodig travhäst som tränas av Louis Baudron och körs av Éric Raffin.
Impressionist började tävla i september 2020 och inledde med två raka galopper och tog därefter sin första seger i femte starten. Han har till december 2021 sprungit in 215 300 euro på 15 starter, varav 5 segrar och 4 andraplatser. Karriärens hittills största seger har kommit i Prix Kalmia (2021).
Han har även segrat i Prix de Faulquemont (2021) samt kommit på andraplats i Prix Albert-Viel (2021), Prix Piérre Plazen (2021).
När han vann Prix Kalmia så slog han den franska I-kullens bästa häst Italiano Vero.

## Statistik

### Större segrar
| År   | Lopp                | Kusk        | Vinstbelopp | Grupp   |
| ---- | ------------------- | ----------- | ----------- | ------- |
| 2021 | Prix de Faulquemont | Éric Raffin | 31 500 EUR  | Grupp 3 |
| 2018 | Prix Kalmia         | Éric Raffin | 45 000 EUR  | Grupp 2 |